# Зільберман Юрій Абрамович
Ю́́рій Абра́мович Зільберма́н (нар. 4 листопада 1945, Харків — пом. 25 серпня 2024) — радянський та український музикознавець, музично-громадський діяч та педагог, кандидат мистецтвознавства (2004), доцент (2006), заслужений діяч мистецтв України (1998), нагороджений орденом «За заслуги» 3 ступеню (2013).

## Життєпис
1971 року закінчив Харківський інститут мистецтв, викладачі Павло Калашник та Зінаїда Юферова. Викладав у музичних училищах Сіверськодонецька та Ворошиловграда.
Від 1982 року працює у Київському інституті музики ім. Р. Глієра. З 1987-го — заступник директора по методичній роботі, від 2008 року — проректор з науково-методичної роботи. Працював в інституті до 2017 року.
Засновник і генеральний директор Міжнародного конкурсу молодих піаністів пам'яті В. Горовиця — 1995; одночасно з 1996 року — президент Міжнародного благодійного фонду цього ж конкурсу. Президент Асоціації академічних музичних конкурсів — з 1999 року.
Започаткував 1992 року Міжнародний фестиваль молодих виконавців пам'яті М. Лисенка, 1998-го — фестивалі «Київські літні музичні вечори», 2006 — «Віртуози планети».
В останні роки проживав у Києві з дружиною Вікторією Львівною. Помер 25 серпня 2024 року у віці 78 років.

## Робота
Є автором досліджень інтенсивних методів навчання в музичній освіті, історії музичної культури Києва.
Серед робіт:
- «Київська симфонія Володимира Горовиця», 2002, у співавторстві
- «Володимир Горовиць. Київські роки», 2005
- «До питання про джерела піанізму Володимира Горовиця: Володимир Горовиць та проблеми виконавства ХХІ століття», 2006
- «Володимир Горовиць: від Чайковського до Рахманінова (п'ять коментарів до маловідомого листа С. В. Рахманінова В. С. Горовицю», 2007, у співавторстві
- «Wladimir Horowitz im Vaterland und in der Emigration. Biographische Realität — entstellt und wiederhergestellt (Fehlerberichtigung)», 2008, у співавторстві